# 彼得·馮·柯內留斯

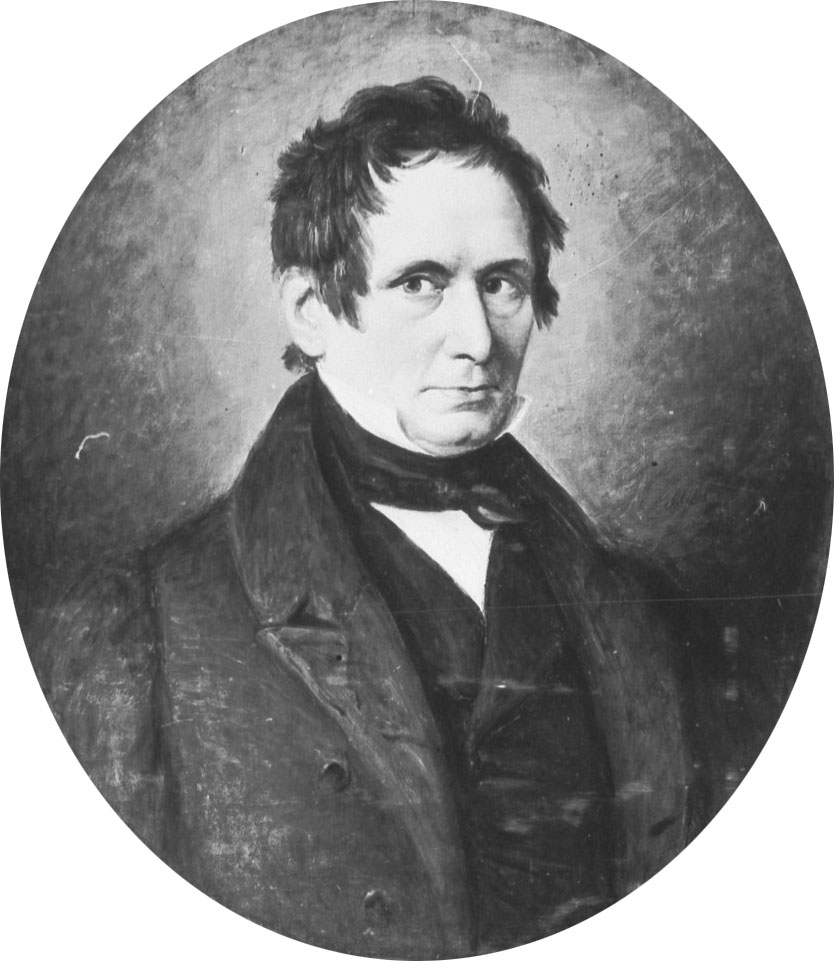
柯內留斯的肖像

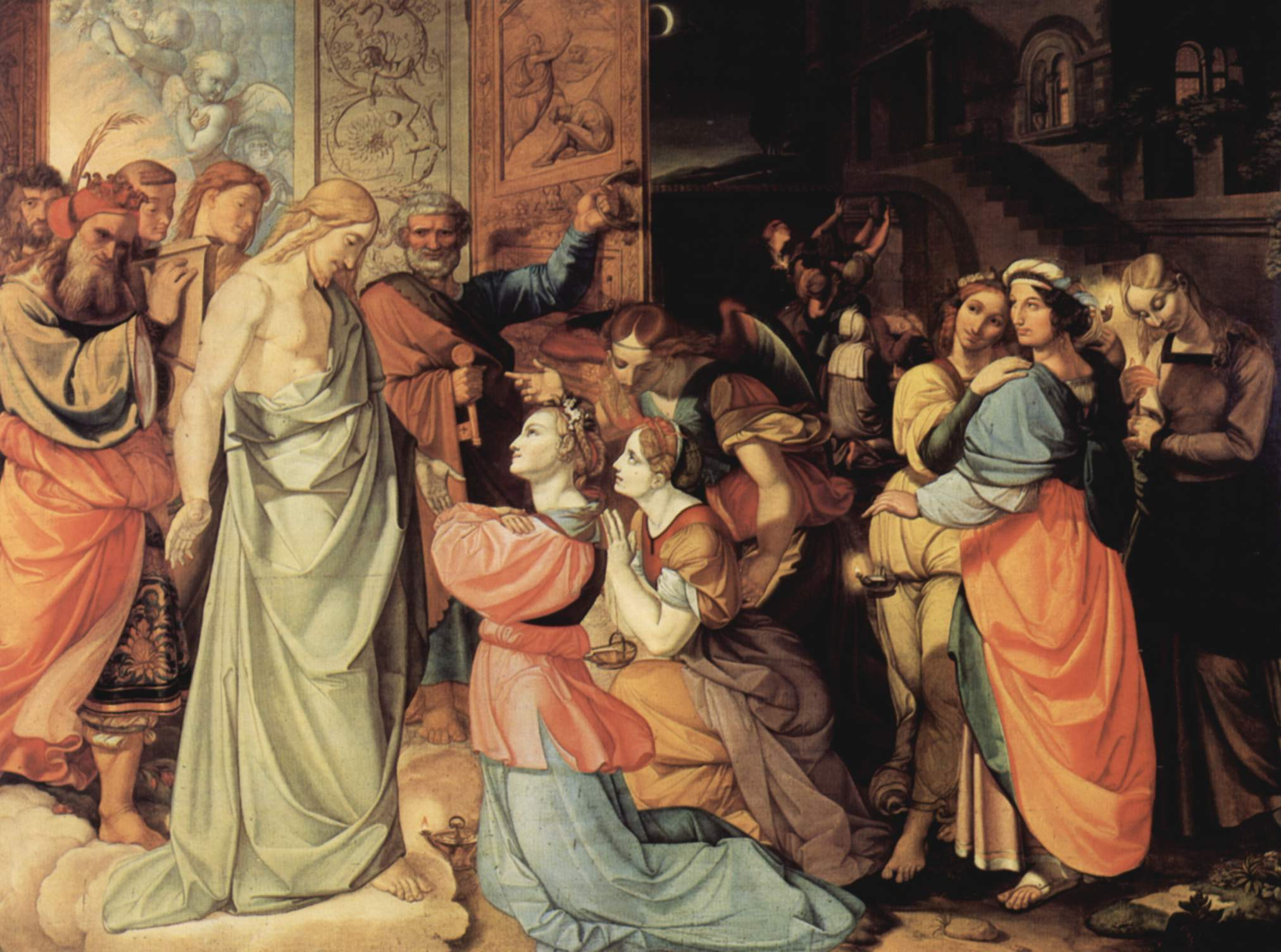
愚蠢的和睿智的处女（1813年）

彼得·冯·柯内留斯（德語：Peter von Cornelius，1784年9月23日—1867年3月6日）是德国著名画家，出生于杜塞尔多夫。他的父亲是一位杜塞尔多夫画廊的巡视员，他15岁时父亲就去世，做为长子，为了帮助维持家境只得放弃继续学习绘画。但他一直没有放弃绘画。
柯内留斯26岁时的第一件重要作品是为教堂进行装饰。1811年，他去罗马访问，很快和一群德国年轻的画家融合到一起，组成以宗教画为主的拿撒勒運動画派（拿撒勒是耶稣的家乡）。
在罗马，他和其他画家一起合作一些作品，回国后受聘主持杜塞尔多夫学院的重建工作，当时慕尼黑的巴伐利亚王储，后来的路易一世邀请他主持为收藏古希腊、罗马艺术品的格里陶德博物馆的装饰设计工作，他发现这个工作任务量非常大，只好辞去杜塞尔多夫学院的工作，全力以赴地在慕尼黑工作。1825年，他成为慕尼黑学院的院长。
他在慕尼黑为许多建筑绘制壁画，为路德维希教堂所作的壁画可能是世界现存最大的壁画。教堂神殿中画的《最后审判》高达20米，宽12米，其他的画如造物主、耶稣诞生、上十字架等也非常巨大。大约在1839年，柯内留斯离开慕尼黑到了柏林，受威廉四世的委托，为皇家墓室装饰，他著名的素描《启示录四骑士》就是为墓室壁画作的草稿。这可能是他最后的作品了。

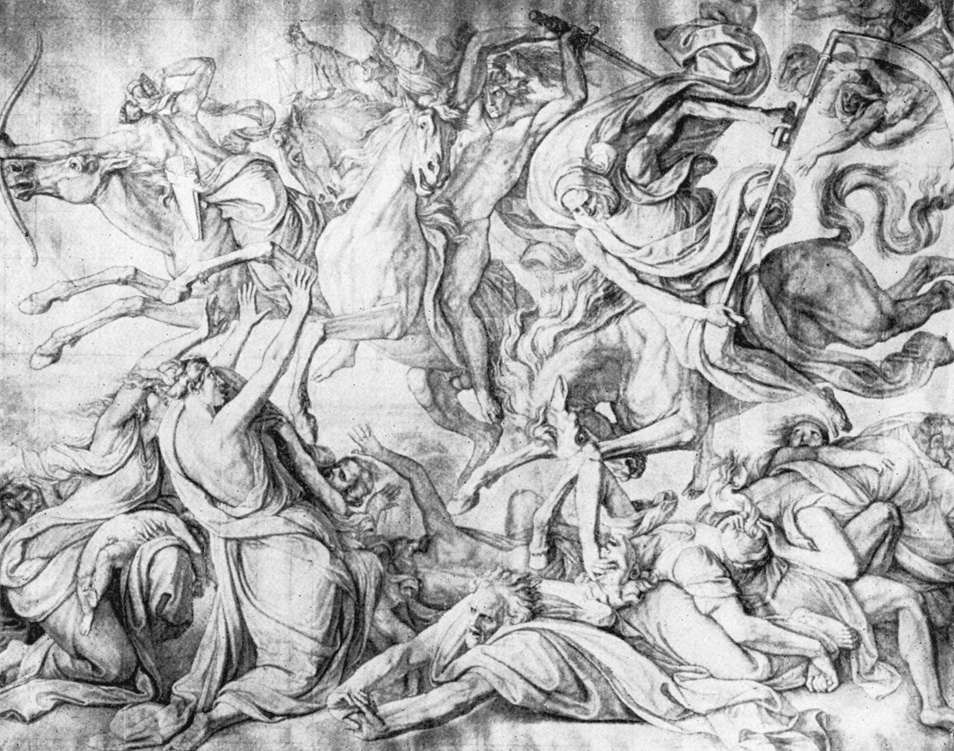
素描：启示录四骑士

作为一个油画家，柯内留斯的技巧并不高，对色彩的运用也不高明，即使他的壁画的绘画技巧也并不高超，他的绘画风格遵循着意大利画家的精神，但受丢勒风格的影响，画面安排比较满，人物纤细，裸体轮廓不清晰，衣物褶皱有明显的哥特风格，这些在他的《最后审判》中都表现得很明显。
柯内留斯虽然对颜色不敏感，但他有一种设计的气势和自信心，他的这种精神成为以后主导德国画家风格的主流，他的座右铭是“德意志具有一切”，充分体现他的爱国主义热忱。
在19世纪时，德国并没有自己的画派，在造型艺术上当时德国落后于同时代的欧洲其他国家，柯内留斯开创了德国自己的画派，令欧洲开始瞩目慕尼黑，1841年，英国在西敏寺举办了一次素描比赛，柯内留斯也受邀访问英国。
柯内留斯个子不高，但有一双鹰般锐利的眼和浓眉，浑身充满力量和气势，吸引了寻多年轻的艺术家在他的周围。